# Calectasia gracilis
Calectasia gracilis är en enhjärtbladig växtart som beskrevs av Gregory John Keighery. Calectasia gracilis ingår i släktet Calectasia och familjen Dasypogonaceae. Inga underarter finns listade.